# Eresoyen
Eresoyen est le vingt-neuvième Oba du royaume du Bénin. Il règne de 1735 jusqu'à sa mort en 1750 et succède à Akenzua Ier. Son règne est associé à la prospérité et la richesse du royaume et il développe particulièrement les relations commerciales avec les Européens et l'utilisation des cauris comme monnaie.

## Biographie

### Jeunesse et accession
Eresoyen est le fils aîné d'Akenzua Ier et lui succède en 1735 au titre d'Oba du Bénin,. Cependant, son accession rencontre une opposition. Pour le contexte, l'accession conflictuelle d'Akenzua Ier au trône voit l'émergence d'une autre personnalité influente, son frère illégitime Ehenua. Il crée, pour le récompenser, le titre d'Ezomo qu'il intègre à l'Uzama et devient un titre héréditaire. Cependant, au décès d'Akenzua, Ehenua est toujours en vie et se montre hostile à l'accession d'Eresoyen, créant un antagonisme important entre eux. Cette rivalité perdure après la mort d'Ehenua puisqu'Eresoyen refuse à son fils aîné, qui lui succède, de pouvoir porter certains insignes de noblesses.

### Perception dans la tradition orale
Eresoyen est considéré comme un personnage inventif et créatif qui instaure de nouvelles formes d'art au sein des guildes d'artisans. Il est également connu pour avoir fait construire une maison décorée de cauri, et rétabli l'intégralité de l'autorité et de la légitimité des Oba sur le territoire du royaume du Bénin. L'usage prospère des cauris comme monnaie est souvent relié au règne d'Eresoyen qui aurait fait la paix avec le dieu Olokun. 
Oba Eresoyen s'est querellé avec Olokun, le dieu de la mer, et fermé les accès à la mer de sorte qu'Olokun ne puisse plus y retourner. Grâce à la médiation d'un cultivateur d'huile de palme, Eresoyen accepte de rouvrir les accès. En récompense, Olokun lui offre une grande quantité de cauris rassemblés dans son palais.
L'idée derrière cette tradition veut que la coexistence entre le roi de la terre (l'Oba du Bénin) et le roi de l'océan (Olokun) assure la préservation de l'équilibre des forces cosmiques, ainsi que la prospérité du royaume. Cela témoigne également que le règne d'Eresoyen représente un tournant important vis à vis du commerce avec les Européens. Son règne marque une période d'expansion de ce commerce, ce qui augmente son influence. Afin de renforcer sa légitimité, Eresoyen se compare fréquemment à l'Oba Esigie qui est l'un des premiers Oba à échanger avec les Européens. Cela s'observe particulièrement dans l'art qu'il fait produire à son effigie durant son règne.

### Relations avec les Européens
En 1734, peu avant la succession d'Eresoyen, la Compagnie néerlandaise des Indes occidentales, représentée par le commandant Hoog, fait état de problèmes commerciaux au sein du comptoir d'Ughoton. En effet, les Néerlandais un crédit offert par les néerlandais reste impayé et le contrat de monopole sur l'ivoire est refusé par Akenzua I. À ceci s'ajoutent des esclaves en fuite après l'achat par les Néerlandais qui se considèrent là encore lésés. Lors de l'intervention de Willem Hoog, celui-ci se rend au palais et menace de tirer sur l'Oba. Il parvient à fuir malgré ce délit. Deux ans plus tard, l'homme est remplacé par un autre officier qui parvient à applanir les relations tendues.  

### Mort et succession
Son fils, Akengbuda, est préparé à régner et accompagne Eresoyen lors de ses campagnes militaires et missions diplomatiques. Eresoyen meurt en 1750 et Akengbuda lui succède,.